# Cléopatre Darleux
Cléopatre Darleux (Mulhouse, 1 de julio de 1989) es una jugadora de balonmano francesa que juega de portera en el Brest Bretagne Handball. Es internacional con la selección femenina de balonmano de Francia.

## Palmarés

### Metz Handball
- Liga de Francia de balonmano femenino (1): 2011
- Copa de Francia de balonmano femenino (1): 2010
- Copa de la Liga de Francia de balonmano femenino (2): 2010, 2011

### Viborg HK
- Liga de Dinamarca de balonmano femenino (1)': 2014
- Copa de Dinamarca de balonmano femenino (2)': 2013, 2014
- Recopa de Europa de balonmano femenino (1): 2014

### Brest Bretagne Handball
- Liga de Francia de balonmano femenino (1): 2021
- Copa de Francia de balonmano femenino (2): 2018, 2021

## Clubes
| Club                          | País      | Año         |
| ----------------------------- | --------- | ----------- |
| Metz Handball                 | Francia   | 2009 - 2011 |
| Arvor 29                      | Francia   | 2011 - 2012 |
| Viborg HK                     | Dinamarca | 2012 - 2014 |
| OGC Nice Côte d'Azur Handball | Francia   | 2014 - 2016 |
| Brest Bretagne Handball       | Francia   | 2016 - Act. |